# KV55
La tumba KV55 del Valle de los Reyes fue descubierta por Edward R. Ayrton el 6 de enero de 1907. El patrocinador de Ayrton, Theodore M. Davis, publicó un resumen de la excavación (The Tomb of Queen Tîyi) en 1910. KV55 es de la dinastía XVIII, siendo un lugar arqueológico problemático pues parece haber sido utilizado para varios enterramientos: se atribuye el primero a la reina Tiy, basándose en la capilla de madera rota dedicada a ella (Tiy fue traída aquí tras el abandono de Amarna, y finalmente llevada a KV35). La momia encontrada aquí puede ser la de su hijo, el faraón Akenatón, aunque también se pensó en la de su sucesor, Semenejkara (si este fue hombre).
En 1923, Harry Burton la utilizó como cuarto oscuro para revelar sus fotografías durante la excavación de la tumba de Tutankamón por Howard Carter.

## Descripción
KV55 es una tumba real relativamente pequeña, su longitud total es solamente de 27,61 metros. Está situada junto a la  KV6, la tumba de Ramsés IX, encima de la KV7 (de Ramsés II) y cerca de la KV62, la tumba de Tutankamón. 

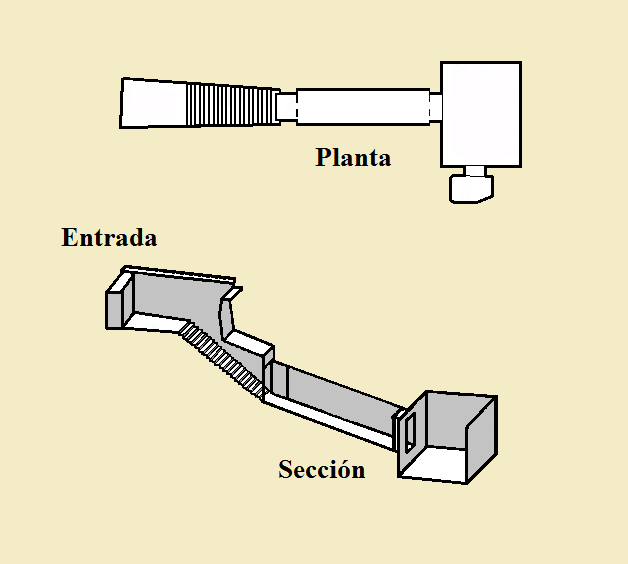
Plano y sección de la Tumba KV55

Su entrada está abierta en la roca, en dirección este. Conduce a un sistema de escaleras que llevan a un pasillo ligeramente inclinado y a la cámara fúnebre. En el lado del sur de esta cámara hay paso a una antecámara pequeña, y marcas rojas de albañilería en la pared este indican la planificación de otra sala, que de haberse construido habría igualado la disposición de la tumba de Tutankamón. Aunque las paredes de la tumba están tendidas de yeso, algo anormal para una tumba real, no están decoradas. Un dibujo en un ostracon hallado por Lyla Pinch Brock en 1993, ha sido interpretado como el plano de la tumba, sugiriendo que su entrada original había sido ampliada, corroborado por las marcas encontradas en las paredes de la tumba.
El lugar fue alterado en la Antigüedad, y por tanto es difícil de interpretar: aunque pudo ser profanado para infamar la memoria de Ajenatón, también fue trastocado durante la construcción de la KV6, en tiempos de la dinastía XX.
Las evidencias de la tumba complican su atribución. Los sellos de la puerta llevaban el nombre de Tutankamón, evidentemente a partir de la época en que su inquilino fue enterrado por segunda vez; los vasos canopos encontrados en la tumba son parecidos a los de la esposa secundaria de Ajenatón, Kiya; la capilla rota, cuyos paneles están repartidos por la cámara, llevan el nombre y las representaciones de la madre de Ajenatón, la reina Tiy; el nombre de Ajenatón aparece en una serie de "ladrillos mágicos" encontrados en la tumba, así como el de su padre, Amenhotep III y la hija y esposa de éste, Sitamón.  Todos estos datos recuerdan a las figuras principales del período de Amarna, de ahí el nombre popular de la tumba: el escondrijo de Amarna.
Se piensa que la tumba fue inicialmente diseñada para el entierro de algún noble o funcionario, usándola después para sepultura real, como ocurrió posteriormente con la tumba de Tutankamón.

## Identificación de la momia

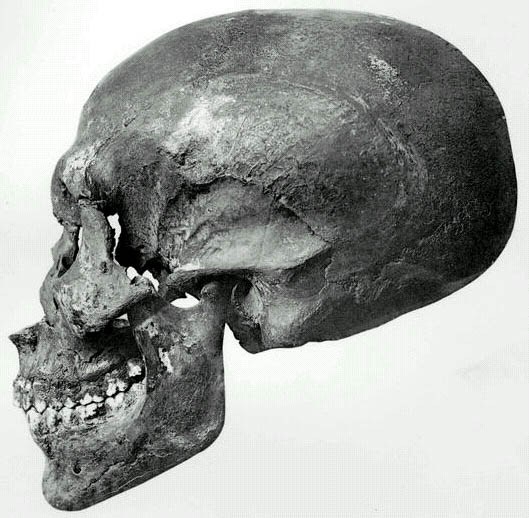
Calavera hallada en KV55.

Cuando la tumba fue abierta en 1907 la única momia encontrada en su interior era la de un varón. Se pensaba que esta momia era de Ajenatón, debido a la presencia de algunos artículos funerarios (principalmente, ladrillos mágicos) así como por el vandalismo sufrido por el sarcófago (Ajenatón fue vilipendiado posteriormente como hereje). Los cartuchos con el nombre de la momia están borrados y el uraeus retirado. Además, la momia presenta varias semejanzas con la de Tutankamón: labio leporino, cráneo dolicocéfalo y escoliosis.
Esta identificación no fue totalmente aceptada pues aunque la KV55 no contiene ninguna mención de Semenejkara, algunos insistían en identificar a la momia con él. Análisis de ADN en 2010 confirmaron que se trataba de los restos del famoso rey atoniano.
Nicholas Reeves sugiere una teoría: Ajenatón y su madre, la reina Tiy, fueron originalmente inhumados en la nueva capital, Amarna, pero sus cuerpos fueron trasladados a la KV55 durante el reinado de Tutankamón, hijo de Ajenatón y de su esposa secundaria, Kiya. La puerta fue sellada con el nombre de Tutankamón. Allí las momias permanecieron cerca de 200 años, hasta que la tumba fue descubierta por los trabajadores que excavaban la tumba cercana de Ramsés IX. En esa época Ajenatón era despreciado como el rey hereje, así que el sarcófago de la reina Tiy fue sacado de forma precipitada de su presencia profanadora, a excepción de la capilla de madera dorada que la cubría, que hubo de ser desmontada para retirar el sarcófago. Los retratos de Ajenatón fueron borrados con cincel, en su sarcófago la máscara dorada fue rasgada y el cartucho con su nombre eliminado, para condenarlo al olvido eterno. Como insulto final, fue arrojada una gran roca contra el ataúd, destrozando los soportes del sarcófago con forma de león.

## Galería fotográfica

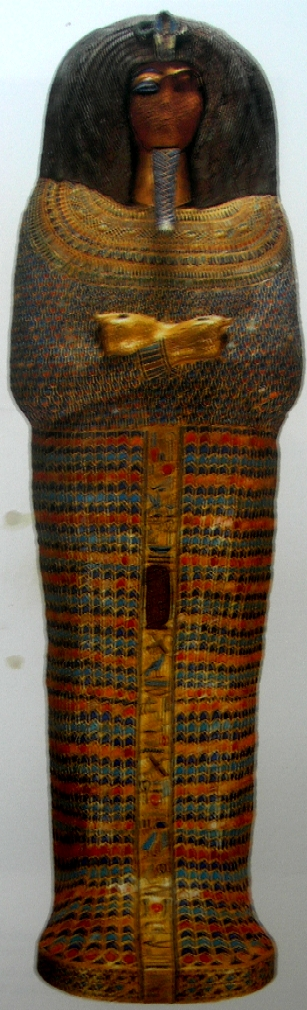
Tapa del sarcófago real.
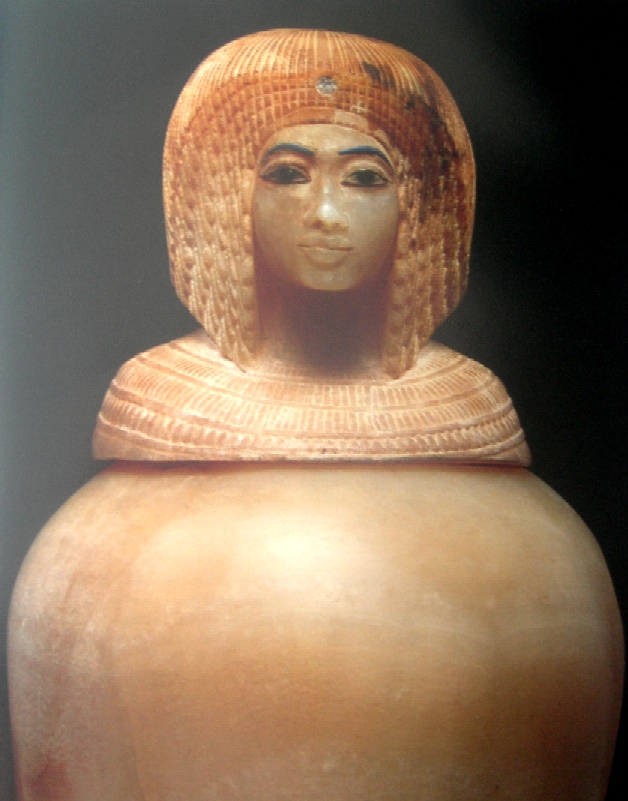
Vaso canopo con el nombre de Kiya. Museo de El Cairo.
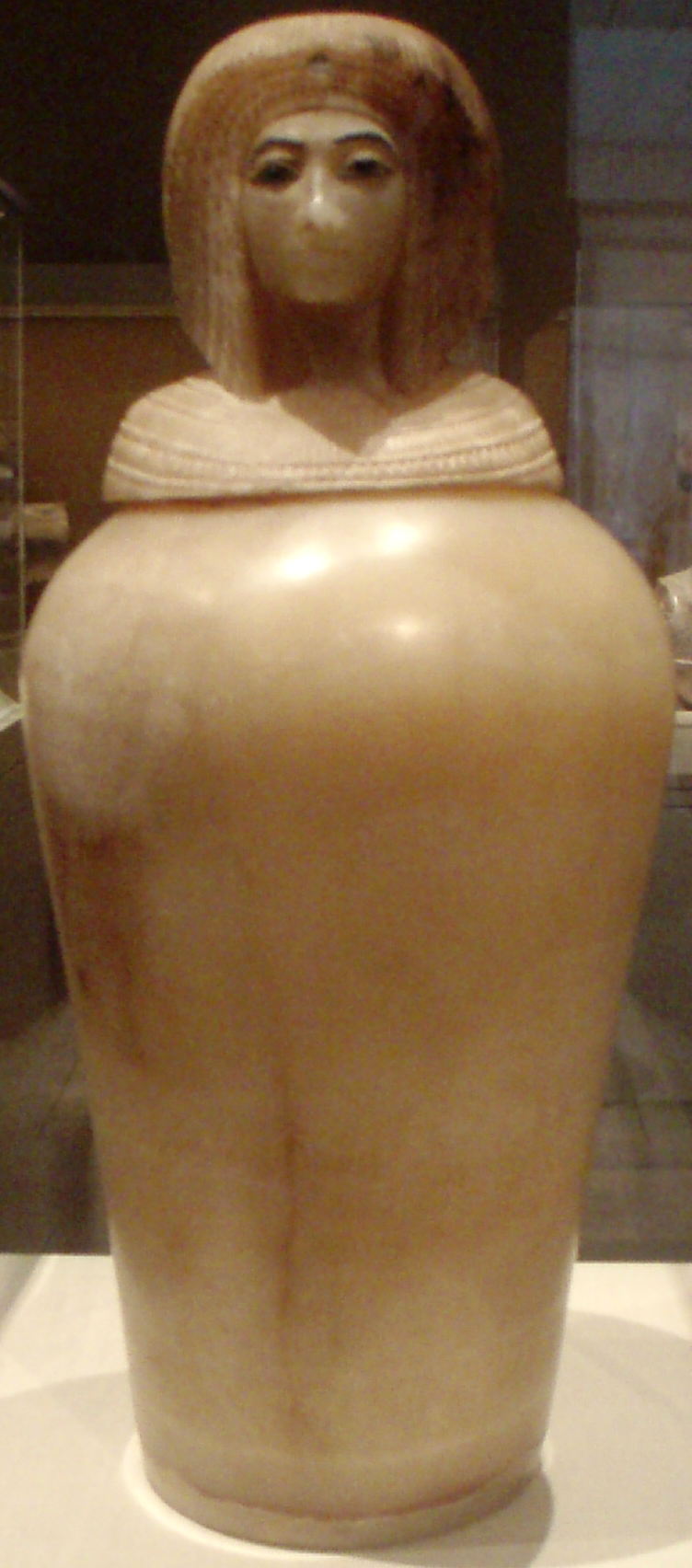
Vaso canopo con el nombre de Kiya. Metropolitan Museum of Arte, Nueva York.
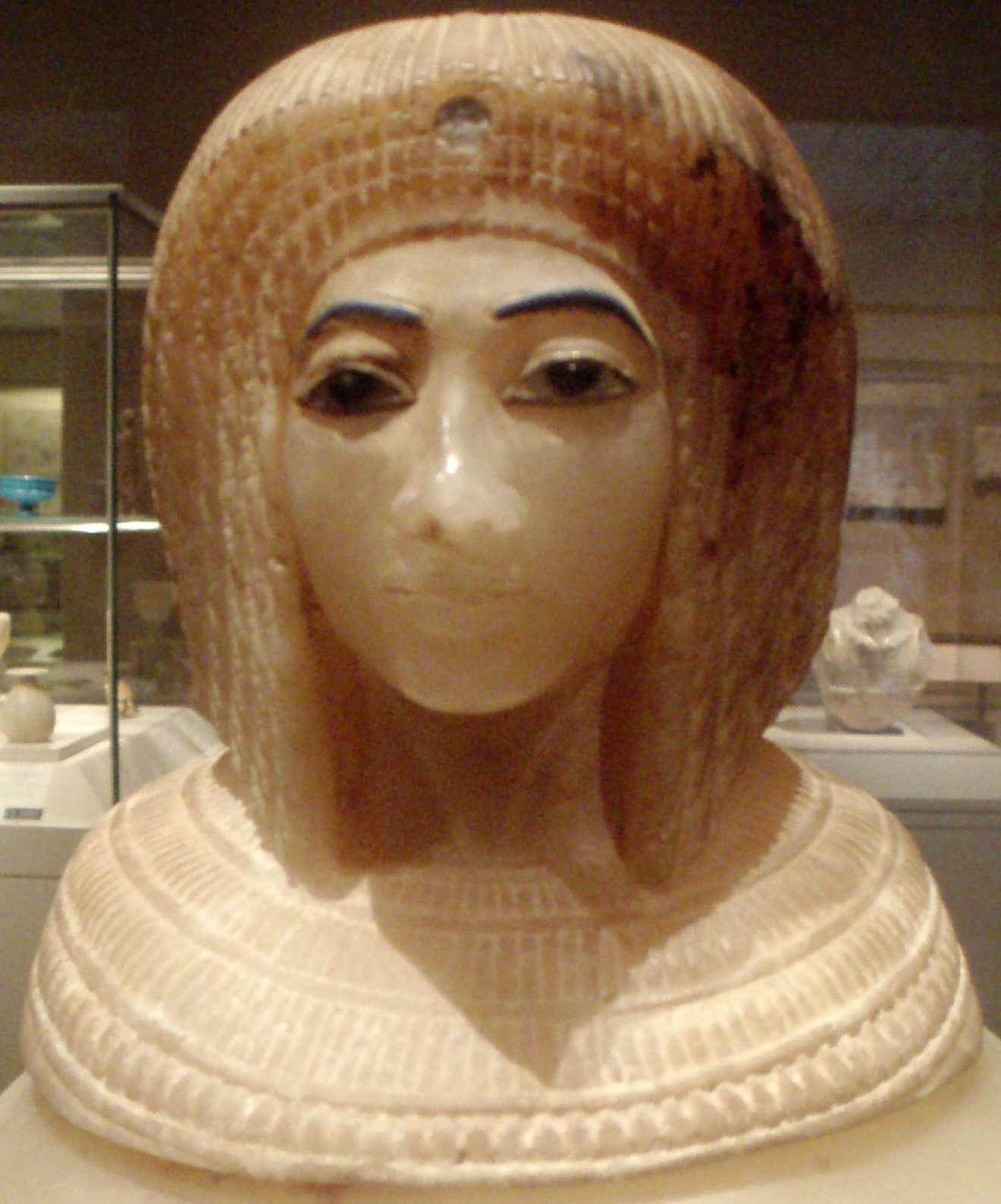
Tapón de un vaso canopo con el retrato de Kiya. Metropolitan Museum of Arte, Nueva York.
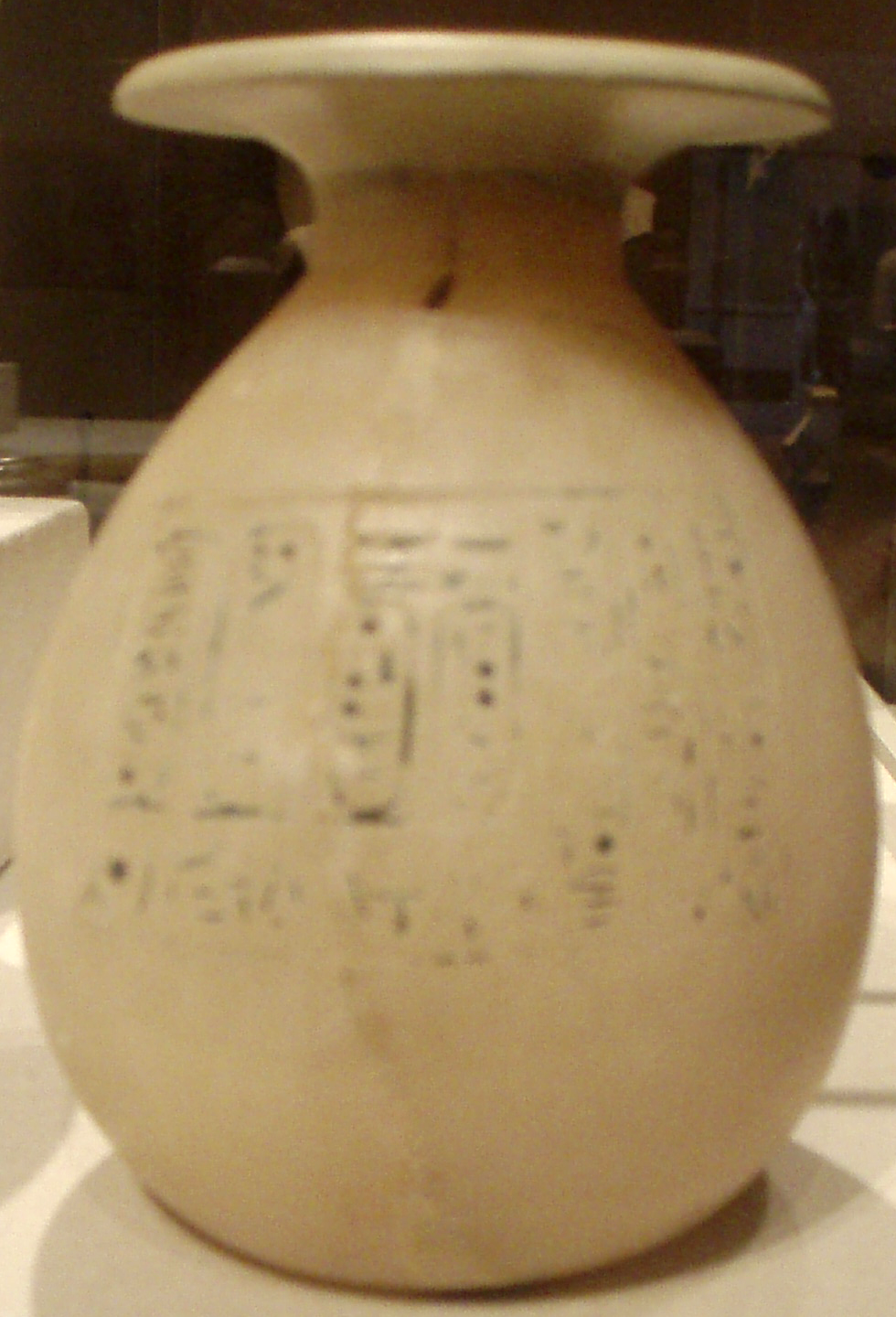
Vaso con los cartuchos de Kiya - Metropolitan Museum of Arte, Nueva York.
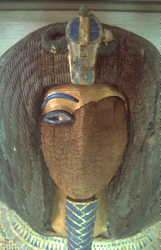
Máscara rota profanada. Museo egipcio, El Cairo.